# Bitwa pod San Juan de Ulúa
Bitwa pod San Juan de Ulúa – bitwa stoczona 23 września 1568 r. pomiędzy siłami hiszpańskimi a angielskimi korsarzami. Bitwa ta zakończyła kampanię prowadzoną przez Francisa Drake'a i Johna Hawkinsa, którzy systematycznie pojawiali się na Karaibach i prowadzili nielegalny handel, również niewolnikami.